# 南薩地区消防組合
南薩地区消防組合（なんさつちくしょうぼうくみあい）は、鹿児島県枕崎市、南さつま市、南九州市によって組織されていた消防組合である。2013年3月31日を以て廃止された。
新設する指令室の設置場所に関して枕崎市と南さつま市で調整がつかずトラブルとなり解散の引き金になった
管轄区域は前述の3市（南九州市においては旧川辺郡川辺町・知覧町地域のみ）であった。

## 概要
- 組合事務所：枕崎市立神本町346番地
- 消防本部：南薩地区消防組合
- 管内面積：
- 職員定数：
- 消防署2カ所、分遣所5カ所
- 主力機械

## 沿革
- 2007年4月1日  - 枕崎地区消防組合（枕崎市、川辺郡知覧町、同郡川辺町 、南さつま市旧坊津町）と南さつま市消防本部（南さつま市旧加世田市・旧笠沙町・旧大浦町・旧金峰町）が再編され「南薩地区消防組合」が発足する。
- 2007年12月1日 - 知覧町と川辺町が指宿地区消防組合に加盟する揖宿郡頴娃町と合併し南九州市となり、組合構成者が3市となる。（旧頴娃町の領域は指宿地区消防本部に加盟したまま）
- 2013年3月31日 - 南薩地区消防組合を解散する。
- 2013年4月1日 - 南薩地区消防組合に加盟していた自治体の消防は以下の様に再編される。
  - 南九州市 - 南薩地区消防組合を離脱し指宿市消防本部と合同で指宿南九州消防組合消防本部を設置。　南薩地区消防組合には旧知覧町と川辺町地域が加盟していた
  - 枕崎市 - 枕崎市消防本部を設置。
  - 南さつま市 - 南さつま市消防本部を設置する[1]。

## 組織
- 消防本部
- 消防署

## 消防署
| 消防署         | 住所                         | 分遣所 |
| -------------- | ---------------------------- | --- |
| 枕崎消防署     | 枕崎市立神本町346番地        | 知覧：南九州市知覧町西元14606番地1 川辺：南九州市川辺町平山6934番地                                       |
| 南さつま消防署 | 南さつま市加世田東本町24番地 | 大笠：南さつま市笠沙町赤生木295番地 金峰：南さつま市金峰町中津野496番地6 坊津：南さつま市坊津町泊161番地7 |